# Colbert (namn)
Colbert är ett efternamn.

## Personer
- Charles Colbert de Croissy (1625-1696), fransk diplomat
- Charles-Joachim Colbert de Croissy (1667-1738), fransk kyrkoman
- Claudette Colbert (1903-1996), amerikansk skådespelerska.
- Jean-Baptiste Colbert (1619–1683), fransk statsman
- Jean-Baptiste Colbert de Seignelay (1651–1690), fransk statsman
- Jean-Baptiste Colbert de Torcy (1665–1746), fransk statsman
- Jean-Baptiste Colbert de Beaulieu (1905-1995), fransk numismatiker
- Louis François Henri de Colbert (1677-1747), fransk diplomat
- Louis Pierre Alphonse de Colbert (1776-1843), fransk general
- Stephen Colbert, amerikansk komiker.

### Fiktiva figurer
- Stephen Colbert (rollfigur) – fiktiv nyhetsreporter